# Yacimiento fenicio de Sa Caleta
El yacimiento fenicio de Sa Caleta ha sido el descubrimiento más importante de los últimos veinticinco años de arqueología en las Pitiusas. Su importancia científica recae en que es el único exponente de análisis para la fase más antigua de la colonización fenícia de Ibiza. El yacimiento de Sa Caleta forma parte del sitio Patrimonio de la Humanidad denominado «Ibiza, biodiversidad y cultura», declarado por la Unesco en 1999.

## Localización
Se encuentra en una pequeña península que queda entre la playa des Codolar y el Puig d'es Jondal, en la costa sur de la isla. Los datos geográficos más indicativos son los 9,5 km que la separan por tierra y en línea recta del Puig de Vila, y las 9,4 millas marítimas que separan Sa Caleta de la boca de la bahía de Ibiza.
La superficie de esta península es ligeramente sinuosa, pero predominantemente plana, y tiene una altura máxima de 17,29 m sobre el nivel del mar. Está separada de tierra firme por un torrente que desemboca en el extremo nordeste y forma una pequeña bahía que está protegida de los vientos del sur, suroeste y oeste, que en invierno y otoño, llegan a provocar temporales y olas importantes. Por este hecho los fenicios hicieron servir esta cala como puerto natural y aun hoy en día es un refugio para las barcas de pesca.
Las coordenadas del yacimiento son :
- Extremo occidental: 		38°52′4″N 1°19′47″E / 38.86778, 1.32972
- Extremo oriental:		38°52′07″N 1°20′05″E / 38.86861, 1.33472
- Extremo septentrional:	38°52′07″N 1°20′00″E / 38.86861, 1.33333
- Extremo meridional:		38°51′57″N 1°20′07″E / 38.86583, 1.33528

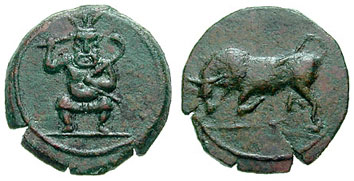
Moneda fenicia encontrada en Ibiza, de aproximadamente el año 200 antes de Cristo.

El yacimiento de Sa Caleta pertenece al municipio de San José de sa Talaia.

## Historia
La superficie conservada de Sa Caleta es de unas cuatro hectáreas. Se sabe que el asentamiento fenicio llegó a tener más de seis, pero a causa de la erosión del terreno y la destrucción antrópica solo se conservan tres en buen estado.
Hacia los años 600-900 a. C., Sa Caleta fue abandonada de manera total y definitiva. Los pobladores fenicios se instalaron en la bahía de Ibiza donde fundaron la ciudad de Ibiza, un lugar que, a la larga, respondía mejor a las expectativas de organización y crecimiento que los fenicios habían visto en esta isla. En cuanto a la naturaleza de la primera ocupación de la bahía de Ibiza, parece evidente que se puede hablar de una simple escala portuaria para navegaciones, cuando se fundó este asentamiento fueron considerados factores clave como la evidente aptitud topogeográfica así como el excelente puerto natural y su territorio circundante con un gran interés agrícola. También el espléndido monte que domina toda la costa sur de la bahía, el Puig de Vila, tenía una excelente topografía para la construcción de una plaza fuerte (o ciudadela) marítima.

### Otros yacimientos
Los yacimientos más importantes de esta zona de la bahía de Ibiza son:
- El Puig des Molins: la parte baja del Puig des Molins y más concretamente, los pies de su vertiente nornoroeste constituyen una zona ocupada por un denso grupo de tumbas arcaicas de incineración. El área ocupada por esta necrópolis no es inferior a los 8.000/10.000 metros cuadrados. La cronología de esta necrópolis ronda entre el segundo cuarto del siglo VI hasta el primero del V a. C..
- El Castillo y Almudaina de Ibiza: son dos construcciones militares que ocupan la cima del Puig de Vila, donde se instaló la ciudad de Ibiza, Las intervenciones de urgencia realizadas en 1988-1989 y que tuvieron lugar tanto en el recinto del castillo como de la almudaina demostraron que desde el primer momento que se detecta la presencia fenícia en la bahía de Ibiza, los fenicios construyeron en la cima del monte algún tipo de instalación.
- Sa punta de Joan Tur Esquerrer: es un yacimiento situado en las protuberancias rocosas que finalizando en penya-segat, definen la costa meridional del Puig de Vila (es Soto). En esta zona los fenicios disponían de algún tipo de instalación fija, hoy totalmente desaparecida.
- Hallazgos diversos en la acrópolis de Ibiza: en los baluartes y en la fortificación renacentista de Ibiza hay interesantes elementos encontrados, como ánforas, trípodes, figuras de plomo, etc.
- La isla Plana: en este islote, que emerge frente a la boca noroeste de la bahía de Ibiza se encuentra un yacimiento donde se hallaron diversas ánforas y objetos proto-ebusitanos.

## Infraestructura específica
El espacio de Sa Caleta ha sido dividido en sectores que, convencionalmente, se han llamado barrios: barrio portuario, barrio central, barrio noroeste, barrio sur, etc. El barrio sur, en conjunto, es el mejor conservado y es el que actualmente puede ser visitado, protegido con una reja de hierro.
La urbanística del asentamiento de Sa Caleta obedece a un sistema basado en la yuxtaposición de estancias, sin ningún orden, en cuanto a la orientación entre ellas, ni en relación con los puntos cardinales; como si el espacio hubiese sido repartido entre los colonizadores, los cuales, separándose por una distancia de pocos metros, construyeron diferentes ámbitos diferenciados e independentes desde un punto de vista arquitectónico. En una segunda fase, que tuvo lugar pocos años después, se observa una frecuente transformación de los ámbitos construidos, ampliándolos con una, dos, tres y hasta siete estancias o, con la compartimentación de las preexistentes. Al menos en algunas áreas que ha sido posible estudiar a fondo, se llegó a saturar el espacio, dando lugar a una urbanística arcaizante e improvisada. Las unidades arquitectónicas están separadas por espacios, en ocasiones muy reducidos, comprimidos entre las diferentes construcciones y deben ser consideradas como plazas, con plantas poligonales y arbitrarias. Entre las diferentes unidades existen callejones estrechos y cortos.

## Importancia
Dentro de la colonización fenicia del Mediterráneo, Ibiza, fue una escala fundamental desde las metrópolis de Oriente y como tal, el poblamiento por parte de los fenicios de la isla constituyó un hecho muy importante para el desarrollo del pueblo fenicio. Y con el concurso del comercio, la escritura y cultura fenicias comportaron la entrada de la isla de Ibiza en la historia. Con el establecimiento ibicenco, los fenicios controlaron todo el Mediterráneo Occidental y los accesos al estrecho de Gibraltar. Además de contar con una posición inmejorable para comerciar con los indígenas del litoral e interior valenciano y catalán. Eso último queda demostrado por la gran cantidad de material fenicio aparecido en las costas peninsulares desde Los Saladares (Murcia) hasta la zona de Castellar (Cataluña).